# Ebalia granulosa
Ebalia granulosa är en kräftdjursart som beskrevs av H. Milne-Edwards 1837. Ebalia granulosa ingår i släktet Ebalia, och familjen Leucosiidae. Arten är reproducerande i Sverige.